# Luci Hortensi (pretor)
Luci Hortensi (en llatí Lucius Hortensius) va ser un magistrat romà.
Va exercir diverses magistratures en la carrera del cursus honorum i va arribar a pretor l'any 171 aC. Va substituir a Gai Lucreci Gal en el comandament de la flota contra Perseu de Macedònia i va aprofitar el seu mandat per fer alguns abusos: a Abdera va exigir cent mil denaris i 50.000 modis de blat, i quan els habitants es van posar sota protecció del cònsol Aule Hostili Mancí i del senat, Hortensi es va enfurismar i va saquejar la ciutat, matant els dirigents i venent la resta com a esclaus. El senat va declarar injust aquest acte i va ordenar alliberar a tots els que havien estat venuts com esclaus. Però Hortensi va continuar amb la seva política d'abusos. Pels seus actes a la península Calcídica va ser amonestat pel senat per segona vegada, però no consta que fos cridat o castigat.